# Reusachtige kokerworm
De reusachtige kokerworm (Riftia pachyptila) is een kokerworm die bekendstaat als extremofiel. Ze komen voornamelijk voor rondom vulkanische schoorstenen (black smokers) op grote diepte in de Grote Oceaan. Ze zijn ook gevonden in vulkanische grotten onder de hydrothermale bronnen, waar vooral de jonge wormen zich naar toe verplaatsen en vestigen. De jonge dieren werden sporadisch aangetroffen, maar na de bodemkorst losgemaakt te hebben, ontdekten onderzoekers een ecosysteem met jongen wormen in water van 25°C.
Het dier leeft in symbiose met een bacterie die zwavel nodig heeft als energiebron.
Vanaf de geboorte begint de worm deze bacterie in te slikken die ze vestigt in haar trofosoom (een speciaal orgaan) welke de helft van de massa van de worm heeft. De worm neemt met zijn rode pluim sulfiden, koolstof en zuurstof op die met een speciale soort hemoglobine naar de bacteriën getransporteerd worden. (Menselijk hemoglobine zou door de hoge aanwezigheid van zwavel niet meer in staat zijn zuurstof te transporteren). Zodra het sulfide bij de bacterie aangekomen is, begint deze met de vrijgekomen energie suikers aan te maken waardoor de bacteriën en de worm kunnen groeien.
De reusachtige kokerworm staat bekend als de snelst groeiende ongewervelde. In twee jaar kunnen ze een lengte van 1,5 meter bereiken. Uiteindelijk kunnen ze een lengte van 2,4 meter bereiken.